# Hannibal Kadhafi
Pour les articles homonymes, voir Kadhafi (homonymie).
Hannibal Kadhafi, né le 20 septembre 1975 à Tripoli, est un homme d'affaires libyen, cinquième des fils de Mouammar Kadhafi, l'ancien dirigeant de la Jamahiriya arabe libyenne. 
Militaire de formation, il est principalement connu pour des faits de violence et son arrestation à Genève en 2008, qui a provoqué une longue crise diplomatique entre la Suisse et la Libye.

## Biographie
Hannibal Kadhafi exerce des fonctions dirigeantes dans la gestion des transports maritimes de la Jamahiriya. Comme ses frères Saadi, Moatassem et dans une moindre mesure Saïf al-Islam, il s'est fait remarquer comme membre de la jet set au Maghreb et en Europe, menant un train de vie dispendieux. Il  est marié à l'actrice libanaise francophone Aline Skaf. Ils ont deux enfants, Hannibal junior et Alissa. La rumeur veut qu'Hannibal Kadhafi ait été très déçu d'avoir une fille, ayant souhaité avoir un deuxième garçon pour l'appeler Mouammar comme son père. 

### Démêlés judiciaires et diplomatiques
En 2001, de passage à Rome, Hannibal Kadhafi, 25 ans, sort ivre d'une discothèque. Il provoque une bagarre avec des policiers italiens qu'il asperge avec un extincteur et en envoie trois à l'hôpital. Le fils du « colonel », détenant un passeport diplomatique qui lui confère l'immunité diplomatique (convention de Vienne sur les relations diplomatiques), n'est nullement poursuivi pour agression.
En 2003, il est à nouveau impliqué dans une bagarre à Rome qui laisse six photographes sur le carreau.
En 2004, à Paris, il roule sur l'avenue des Champs-Élysées à contre-sens, à au moins 140 km/h et en brûlant plusieurs feux rouges, avant d'envoyer ses gardes du corps se battre contre les forces de l'ordre qui tentaient de l'interpeller, blessant un agent de la brigade anti-criminalité. Là aussi, il échappe à toutes poursuites. 
En 2005, il a été condamné par un tribunal parisien à quatre mois de prison avec sursis pour avoir battu à terre sa concubine alors enceinte et attaqué la police et le SAMU. 
En 2007, il est impliqué dans un réseau de call-girls implanté sur la Côte d'Azur,. 
À Genève, à la mi-juillet 2008, il est arrêté en compagnie de son épouse par la police cantonale genevoise pour mauvais traitements sur deux employés de maison et est placé deux jours en détention préventive. Cet événement provoque un grave incident diplomatique entre la Suisse et la Libye. Par mesure de rétorsion, deux hommes d'affaires suisses ont été retenus en otages en Libye pendant plus d'un an. Les plaintes de ses victimes sont finalement retirées.
À Londres, en décembre 2009, il invoque l'immunité diplomatique pour s'opposer à l'intervention de la police londonienne dans un grand hôtel où il séjournait en compagnie de sa famille. La police avait été appelée à cause de cris poussés par sa femme, ancien mannequin, qu'il est soupçonné d'avoir frappée en lui provoquant une fracture du nez. Ses gardes du corps qui ont tenté de s'opposer à l'intervention de la police ont été brièvement arrêtés pour entrave à l'action des forces de l'ordre.
À Tripoli, en août 2011, à la suite de la chute du régime de Kadhafi, la chaîne CNN découvre dans une luxueuse résidence de Hannibal Kadhafi, la gouvernante de ses enfants, Shweyga Mullah, une Éthiopienne de 30 ans au visage très gravement brûlé. L'ancienne domestique déclare avoir été ébouillantée et torturée par Aline Kadhafi.

### Fuite
À partir du 29 août 2011 à la suite de la guerre civile qui a entraîné la chute du régime, il réside en Algérie, en compagnie de sa mère Safia et de l'un de ses frères Mohamed et de sa sœur Aïcha, tous étant accompagnés de leurs enfants,. Ils sont logés au moins un temps par l'État algérien au club des Pins, luxueuse résidence d'État; on ignore ensuite sa localisation précise, même si en 2013 on apprend qu'il est toujours en Algérie — une demande de transfert vers le Liban ayant échoué. Il aurait ensuite reçu l'asile politique du sultanat d'Oman.

### Enlèvement puis arrestation au Liban
Le 11 décembre 2015, l'AFP annonce qu'il aurait été enlevé par un groupe armé non identifié alors qu'il se trouvait au Liban. L'agence nationale de l'information au Liban précise que les ravisseurs réclameraient « des informations sur Moussa Sader ». Il est libéré quelques heures plus tard.
Il est ensuite inculpé par la justice libanaise. Bien qu'ayant seulement trois ans au moment des faits, il est accusé en raison de son rôle au sein du régime kadhafiste, de détenir des informations au sujet d'une affaire d'enlèvement d'imam.  
En janvier 2025, il est toujours en prison au Liban.  